# The Great Society (banda)
The Great Society fue una banda estadounidense de rock formada en 1965 y disuelta en 1966. Representó el periodo previo a la integración en la banda Jefferson Airplane por parte de la vocalista y líder Grace Slick, que contó también con Darby Slick y su entonces esposo —ya fallecido— Jerry Slick como miembros. Fue el grupo que realizó la primera versión original del reconocido sencillo: "Somebody to Love".
El nombre de la banda hace referencia al expresidente estadounidense Lyndon B. Johnson y a la Gran Sociedad (en inglés:Great Society), concepto muy popular en su tiempo.
La banda tuvo un reconocimiento de culto en su tiempo pero con un éxito y reconocimiento de forma independiente.
El grupo fue influenciado por The Beatles.

## Miembros

### Exmiembros
- Grace Slick - vocal, piano, órgano, guitarra, bajo (1965 - 1966)
- Darby Slick - guitarra, vocal de apoyo (1965 - 1966)
- Jerry Slick - batería (1965 - 1966) (fallecido en 2020)
- Peter van Gelder - bajo, flauta, saxofón (1965 - 1966)
- David Miner - guitarra, vocal de apoyo (1965 - 1966)
- Bard Dupont - bajo, armónica (1965 - 1966)
- Oscar Daniels - guitarra (1965)
- Jean Piersol - vocal de apoyo (1965)

## Discografía
La banda no grabó ningún álbum de estudio, pero sí se lanzaron recopilaciones en vivo y sencillos:

### Recopilaciones
- 1965: "Born to Be Burned" (Sundazed Music) (lanzado en 1995) (un recopilatorio que incluye grabaciones de sencillos inéditos con la discográfica Northbeach)
- 1966: "Conspicuous Only in Its Absence" (Columbia Records) (lanzado en 1968) (grabaciones en vivo publicadas después del éxito en Jefferson Airplane)
- 1966: "How It Was"' (Columbia Records) (lanzado en 1968) (más grabaciones adicionales en vivo)
- 1966: "Collector's Item" (Columbia Records) (lanzado en 1971) (una reedición recopilatoria lanzada después de los recopilatorios lanzados anteriormente)
- 1966: "Live an the Matrix" (Edsel Records, Demon Records) (lanzado en 1989) (una reedición británica lanzada de los materiales recopilatorios anteriores)

### Sencillos
- 1966: "Somebody to Love-Someone to Love"/"Free Advice" (Northbeach No. 1001)
- 1966: "Sally Go 'Round the Roses" (cover de The Jaynetts)/"Didn't Think So" (lanzado en 1968) (CBS 44583)